# 「粘土のお面」より かあちゃん
『「粘土のお面」より かあちゃん』（ねんどのおめんより かあちゃん）は、1961年（昭和36年）3月15日公開の日本映画である。中川信夫監督、新東宝製作・配給、白黒映画、新東宝スコープ、7巻 / 2,407メートル（1時間28分）。新東宝の自社配給で公開された最後の中川信夫監督作品である。

## 概要
原作は豊田正子の自伝小説『粘土のお面』である。中川信夫は前年の『地獄』で描こうとしたテーマをより突きつめたダンテ『神曲』地獄篇のシナリオを書きながら、一方でそうした怪奇映画とは180度趣きの異なる本作を監督した。
前年（1960年）12月に大蔵貢が新東宝社長を解任され、圧倒的な支配力を誇る大蔵のようなプロデューサーが不在の中で製作された作品である。反面、大蔵カラーが薄められたことによって初期の新東宝映画を思わせる文芸映画の色彩が強くなっている。脚本を執筆した館岡謙之助は『思春の泉』（1953年）や『若き日の啄木 雲は天才である』（1954年）など主に中川信夫の文芸作品を担当した脚本家であり、本作は『青ヶ島の子供たち 女教師の記録』（1955年）以来6年ぶりの中川作品への参加である。
『東海道四谷怪談』など中川信夫の怪談ものや時代劇に多く出演した北沢典子が、二木てるみ演じる正子が通う小学校の教師役で珍しく現代劇に挑戦している。二木と並んで歩きながら『ラ・マルセイエーズ』を歌う北沢の教師役について、中川は生前「この女教師役が大好きなんだよ」と北沢に語ったという。また、晩年に脚本家の桂千穂を聞き手にしたインタビューでは、本作を自己のベスト3の一つに挙げており、自問自答のインタビュー形式による自叙伝では、他のすべての自作について片っ端から苦言を呈した中で、唯一本作のみ「これは私の大好きな作品です」と語っている。

## あらすじ
1949年（昭和24年）の年末。東京・下町の長屋に住むブリキ屋銅由の由五郎は、稼ぎも借金もままならず、どうやって正月を迎えようか悩んでいた。妻のお雪は一計を案じ、娘の正子に「由五郎が怪我をして正月を迎える金もなく困っている」という手紙を持たせ得意先の家に行かせて、何とか借金をして無事に年を越すことが出来た。
しかし、正月を過ぎると金がなくなり、家に帰っても晩酌の酒もない由五郎は不機嫌になる。正子が作って学校で賞を貰った粘土のお面は大好きな「かあちゃん」お雪の顔をモデルにしたものだったが、由五郎は正子が大事に神棚に飾っているお面を指して「気味が悪い。こんな縁起の悪いお面があるから我が家は貧乏なんだ」と正子をなじり、正子は駄菓子屋の2階に下宿している担任の木村先生に泣く泣くお面を預けてしまう。声が美しく若くて溌剌とした木村先生は、正子の憧れの大人だった。
由五郎と喧嘩したお雪が家を飛び出す騒動の末、どんなに働いても元来の人の好さからつい他人に騙されて稼ぎを巻き上げられ、店賃もろくに払えない由五郎は、とうとう夜逃げをする覚悟を決める。自分たちと同じように夜逃げの荷物をリヤカーに乗せて夜の闇の中に消えていく家族を見つめる正子の耳に、ふと木村先生が大好きだった『ラ・マルセイエーズ』を歌う巡査の歌声が聞こえてくるのだった。

## スタッフ
- 監督： 中川信夫
- 企画： 柴田万三
- 原作： 豊田正子
- 脚色： 館岡謙之助
- 撮影： 平野好美
- 美術： 黒澤治安
- 照明： 傍士議雄
- 音楽： 木下忠司
- 録音： 道源勇二

## キャスト
- 豊田由五郎： 伊藤雄之助
- 女房お雪： 望月優子
- 豊田正子： 二木てるみ
- 稔坊： 津沢彰秀
- 木村芳子： 北沢典子
- 金谷トシエ： 浜野桂子
- トシエの父親： 河合英二郎
- トシエの母親： 花岡菊子
- 山崎： 鶴丸睦彦
- 山崎の女房： 西朱実
- 清坊： 鈴木新
- 圭吉： 黒丸良
- 圭吉の母親： 藤村昌子
- 池辺さん： 林寛
- かべ屋： 田崎潤
- おかみさん： 加藤欣子
- 吉田の奥さん： 山下明子
- 吉田の女中： 橘恵子
- 須藤： 山田長正
- 巡査： 宇津井健
- 立石のかしら： 沖竜次
- 留蔵： 加藤章
- 教頭先生： 中村彰
- 草加のおやじさん： 石川冷
- ある男： 宮浩一
- 団子屋： 川部修詩